# Ронки, Андреа
Андреа Ронки (итал. Andrea Ronchi; род. 3 августа 1955, Перуджа) — итальянский политик, министр без портфеля по европейской политике (2008—2010).

## Биография
Получил высшее политологическое образование, начинал карьеру в рядах Итальянского социального движения, а в 1995 году стал одним из основателей Национального альянса. В 2001 году впервые избран в Палату депутатов, в 2005 году стал официальным представителем Национального альянса, а в 2008 году поддержал объединение партии с несколькими другими под общей маркой Народа свободы. В 2008 году переизбран в нижнюю палату парламента, где входил в комиссии по иностранным делам, по транспорту и по наблюдению за телевидением.
8 мая 2008 года вступил в должность министра без портфеля по связям с Европейским союзом в четвёртом правительстве Берлускони, 21 мая 2008 года должность переименована в министра без портфеля по европейской политике.
В 2009 году добился принятия постановления правительства из 32 пунктов, вошедшего в историю как «декрет Ронки». В числе предусматриваемых им реформ были либерализация общественных служб, в том числе связанных с поставкой электроэнергии и питьевой воды, а также с региональными железнодорожными перевозками. Кроме того, ужесточались правила использования пометки «Сделано в Италии» — следовало указывать «100 % made in Italy» или «100 % Italy», если не только комплектующие произведены в стране, но сборка осуществлена здесь же; с 1 января 2010 года допускались к продаже только бытовые электроприборы, отвечающие экологическим нормам, и так далее.
10 ноября 2010 года Ронки последовал за сторонниками председателя Палаты депутатов Джанфранко Фини, которые немногим ранее объединились в новую партию Будущее и свобода для Италии, и вышел из правительства (этот демарш позднее повлёк за собой полный политический разрыв Фини с Берлускони). Только 27 июля 2011 года освободившуюся вакансию заняла преемница Ронки — Анна Мария Бернини.
В мае 2011 года Ронки вышел из состава Национальной ассамблеи партии в знак несогласия с проводимой политикой (в частности, он считал ошибкой отказ от поддержки на местных выборах в Неаполе правоцентристских кандидатов), а 9 июля того же года вместе с Адольфо Урсо и Пиппо Скалья вышел из партии. Затем Ронки и Урсо заняли должности соответственно председателя и генерального секретаря структуры Fareitalia per la Costituente popolare (Сделать Италию для народного Учредительного собрания).
К июню 2014 года в окружении Джанфранко Фини развернулся полномасштабный кризис — в частности, Ронки окончательно оформил свою собственную новую партию — «Insieme per l’Italia» (Вместе за Италию).